# Campagna di Ulma
La campagna di Ulma fu una serie di manovre militari francesi e bavaresi e di battaglie combattute contro l'esercito austriaco nel 1805, durante la guerra della terza coalizione. Si svolse nelle vicinanze ed all'interno della città sveva (allora bavarese) di Ulma.
La Grande Armata francese, guidata da Napoleone Bonaparte, era composta da 210 000 uomini divisi in sette corpi e sperava di sconfiggere l'esercito austriaco stanziato lungo il Danubio prima dell'arrivo dei rinforzi russi. Nonostante la rapida marcia, Napoleone condusse un'ampia manovra che sconfisse i 23000 austriaci del generale Mack il 20 ottobre ad Ulma, portando a 60 000 il totale dei prigionieri austriaci catturati durante la campagna. In generale questa campagna è considerato un capolavoro strategico ed influenzò lo sviluppo del piano Schlieffen di fine XIX secolo.
La vittoria di Ulma non mise fine alla guerra, dato che un grande esercito russo guidato da Kutuzov era ancora nei pressi di Vienna. I russi si ritirarono a nordest per aspettare i rinforzi ed unirsi ai rimanenti austriaci. I francesi conquistarono Vienna il 12 novembre. Il 2 dicembre la decisiva vittoria francese nella battaglia di Austerlitz tolse l'Austria dalla guerra. Il trattato di Presburgo di fine dicembre sciolse la terza coalizione e trasformò la Francia napoleonica nella maggior potenza dell'Europa centrale, portando l'anno seguente alla nascita della quarta coalizione in cui la Prussia e la Russia si allearono.

## Preludio
L'Europa era coinvolta nelle guerre rivoluzionarie francesi fin dal 1792. Dopo cinque anni di guerra la repubblica francese aveva sconfitto la prima coalizione nel 1797. Una seconda coalizione nacque nel 1798 e fu battuta nel 1801. I britannici rimasero l'unico avversario del neonato consolato francese. Nel marzo 1802 Francia e Gran Bretagna cessarono le ostilità con il trattato di Amiens. Per la prima volta in dieci anni tutta l'Europa era in pace. Vi erano molti problemi tra le due fazioni, e rispettare gli accordi di Amiens si rivelò difficoltoso. I britannici avrebbero dovuto restituire tutte le colonie conquistate dopo il 1793, e la Francia era arrabbiata perché gli inglesi non evacuavano l'isola di Malta. La difficile situazione peggiorò quando Napoleone mandò una spedizione a combattere la rivoluzione haitiana. Nel maggio 1803 i britannici dichiararono guerra alla Francia.

### Terza coalizione
Nel dicembre 1804 un accordo anglo-svedese portò alla nascita della terza coalizione. Il primo ministro britannico William Pitt passò il 1804 ed il 1805 in una turbinosa attività diplomatica al fine di creare una nuova coalizione contro la Francia. I reciproci sospetti tra Inghilterra e Russia si risolsero di fronte ai numerosi errori politici fatti dai francesi e, nell'aprile 1805, i due firmarono un trattato di alleanza. Essendo recentemente stati sconfitti due volte dai francesi ed assetati di rivincita, anche l'Austria si unì alla coalizione pochi mesi dopo.

### Preparativi militari francesi
Prima della formazione della terza coalizione, Napoleone aveva assemblato l'"esercito d'Inghilterra", una forza di invasione che avrebbe dovuto colpire l'arcipelago britannico, diviso in sei campi a Boulogne in Francia settentrionale. Nonostante non siano mai partiti per il suolo britannico, le truppe napoleoniche ricevettero un grande addestramento per qualsiasi situazione. Nonostante la noia serpeggiasse tra le file francesi, Napoleone organizzò molte parate per risollevare il morale.
Gli uomini di Boulogne formavano il nucleo di quello che in seguito Napoleone chiamò Grande Armata. All'inizio l'esercito francese contava soli 200 000 uomini divisi in sette corpi, ognuno dei quali dotato di 36/40 cannoni e capace di azione indipendente. Sopra a questi uomini Napoleone creò una cavalleria di riserva di 22000 soldati divisi in due divisioni di corazzieri, quattro di dragoni e due di dragoni a piedi e cavalleggeri, tutti sostenuti da 24 pezzi d'artiglieria. Nel 1805 la Grande Armata era cresciuta fino a contare 350 000 unità ben equipaggiate, ben addestrate e con ufficiali competenti che avevano maturato esperienza nelle recenti guerre rivoluzionarie.

### Preparativi militari austriaci
L'Arciduca Carlo, fratello dell'imperatore austriaco, aveva iniziato la riforma dell'esercito nel 1801 assumendo il comando dall'Hofkriegsrat (concilio aulico), il concilio militare-politico responsabile delle scelte riguardanti le forze armate. Carlo era il miglior comandante sul campo dell'esercito austriaco, ma non era amato a corte e perse molta influenza quando, nonostante il suo suggerimento, l'Austria decise di dichiarare guerra alla Francia. Karl Mack von Leiberich divenne il nuovo comandante generale, istituì riforme nella fanteria all'alba del conflitto, in base alle quali un reggimento era composto da quattro battaglioni di quattro compagnie piuttosto che i vecchi tre battaglioni da sei compagnie. L'improvviso cambiamento non fu seguito da addestramento, e come risultato queste nuove unità furono guidate da comandanti non tatticamente preparati al loro utilizzo. La cavalleria austriaca era considerata la migliore d'Europa, ma il distaccamento di numerose unità di cavalleria ed il loro assegnamento alla fanteria ridusse la potenza concedendo il vantaggio alla controparte francese.

## Campagna

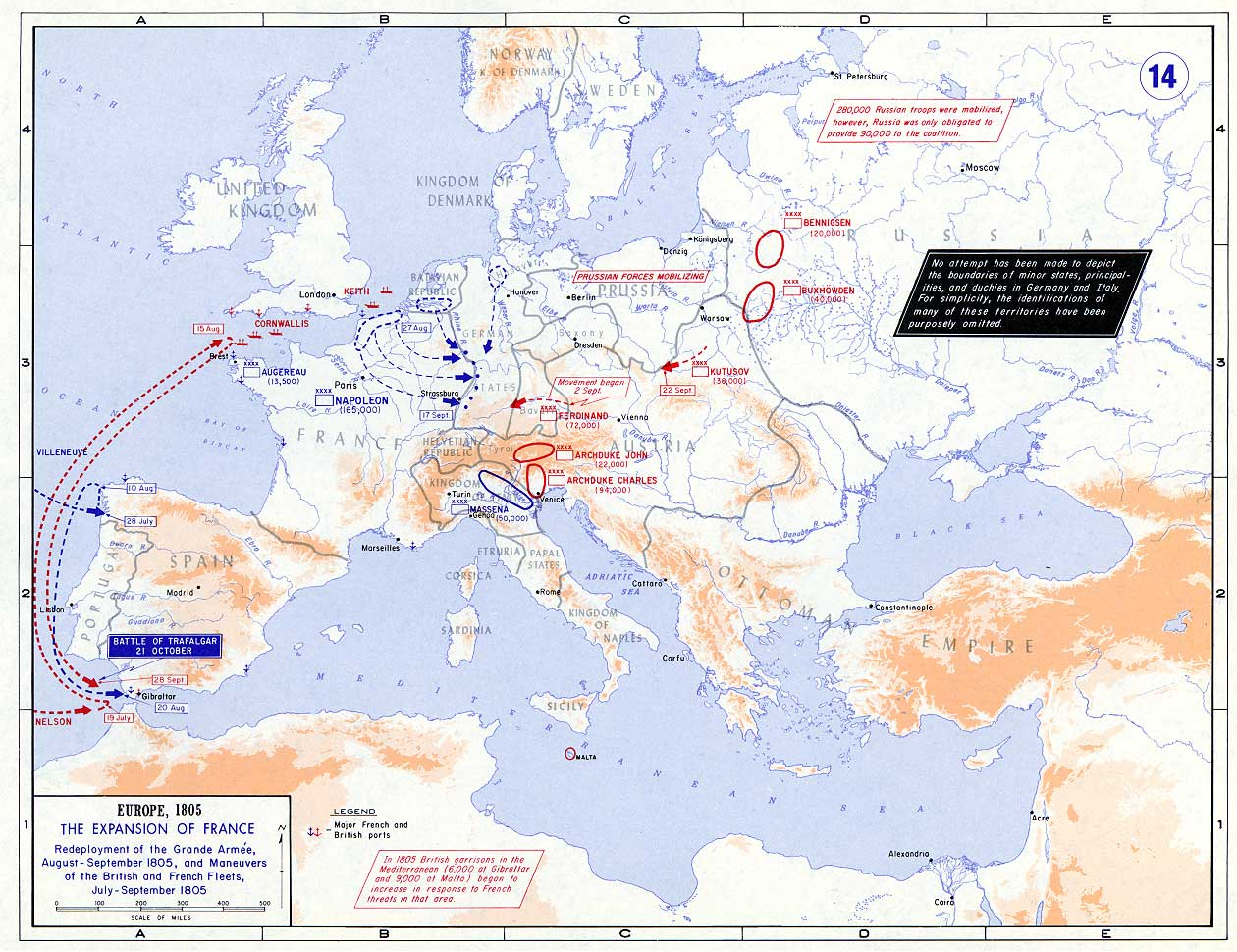
Situazione strategica europea nel 1805, prima dell'inizio della campagna di Ulma

La campagna di Ulma durò circa un mese e vide l'esercito francese di Napoleone distruggere, colpo dopo colpo, i confusi austriaci. Culminò il 20 ottobre con la sconfitta dell'intero esercito austriaco.

### Preparativi e piani austriaci
Il generale Mack pensava che la sicurezza dell'esercito austriaco passasse dalla chiusura dei passi nella zona montagnosa della Foresta Nera in Germania meridionale, che aveva avuto occasione di conoscere bene durante le campagne delle guerre rivoluzionarie francesi. Mack credeva che non ci sarebbero stati scontri in Germania centrale, e decise di rendere Ulma la pietra angolare della propria strategia difensiva, chiamata a contenere i francesi fino all'arrivo dei russi di Kutuzov. Ulma era protetta dalle alture fortificate di Michelsberg, il che dava a Mack l'impressione che la città fosse virtualmente intoccabile dagli attacchi esterni.
Fatalmente, il concilio aulico decise di rendere il nord Italia il principale teatro per le operazioni asburgiche. All'arciduca Carlo furono assegnati 95000 uomini che portò oltre l'Adige con Mantova, Peschiera e Milano come obiettivi principali. Gli austriaci disposero 72000 uomini ad Ulma. Anche se ufficialmente erano comandati dall'arciduca Ferdinando, in realtà la testa pensante era sempre Mack. La strategia austriaca richiedeva che l'arciduca Giovanni con 23000 uomini mettesse al sicuro il Tirolo e fornisse il collegamento tra Carlo ed il cugino Ferdinando. Gli austriaci distaccarono anche alcuni uomini per il sostegno agli svedesi della Pomerania ed ai britannici di Napoli, nel tentativo di confondere i francesi e costringerli a dividere le forze.

### Preparativi e piani francesi

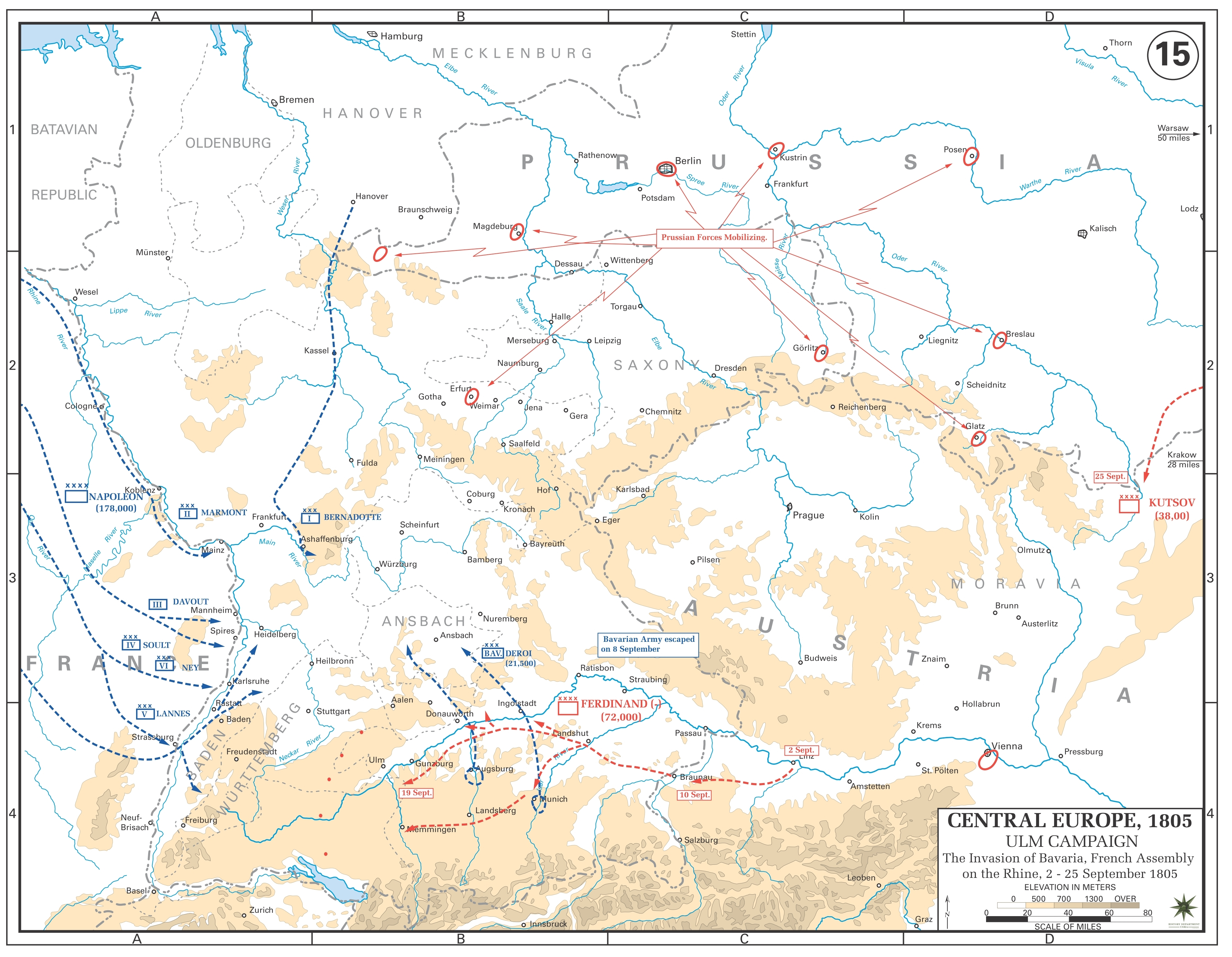
I francesi si concentrarono attorno al Reno nella prima metà di settembre. 210 000 uomini della Grande Armata si preparavano ad attraversare il fiume entrando in Germania per accerchiare gli austriaci

Nelle campagne del 1796 e del 1800 Napoleone aveva previsto di usare il Danubio come principale focus delle operazioni francesi, ma in entrambi i casi l'Italia divenne il palcoscenico più importante. Il concilio aulico pensò che Napoleone avrebbe attaccato di nuovo in Italia. Napoleone aveva però altre intenzioni: 210 000 francesi si sarebbero diretti ad est dai campi di Boulogne, ed avrebbero accerchiato l'esercito del generale Mack se questo avesse proseguito la marcia verso la Foresta Nera. Nel frattempo Gioacchino Murat avrebbe portato la cavalleria oltre la Foresta Nera per far pensare agli austriaci che i francesi stavano avanzando in direzione ovest-est. Il principale attacco in Germania sarebbe stato sostenuto da attacchi francesi in altre zone: Massena avrebbe affrontato Carlo in Italia con 50 000 soldati dell'Armata d'Italia, St. Cyr avrebbe marciato su Napoli con 20 000 uomini e Brune avrebbe pattugliato Boulogne con 30 000 soldati contro una possibile invasione britannica.
Murat e Bertrand guidarono una ricognizione tra l'area che confinava col Tirolo ed il Meno mentre Savary, capo dello staff, svolgeva una dettagliata esplorazione delle aree tra Reno e Danubio. L'ala sinistra della Grande Armata si sarebbe mossa da Hannover in Germania settentrionale e da Utrecht nei Paesi Bassi per colpire il Württemberg. L'ala destra ed il centro, ovvero le truppe della Manica, si sarebbero concentrate lungo il medio Reno attorno alle città di Mannheim e Strasburgo. Mentre Murat attraversava la Foresta Nera, altri francesi avrebbero invaso il cuore tedesco dirigendosi a sudest per la conquista di Augusta, una mossa che avrebbe dovuto isolare Mack ed interrompere le linee di comunicazione austriache.

### L'invasione francese

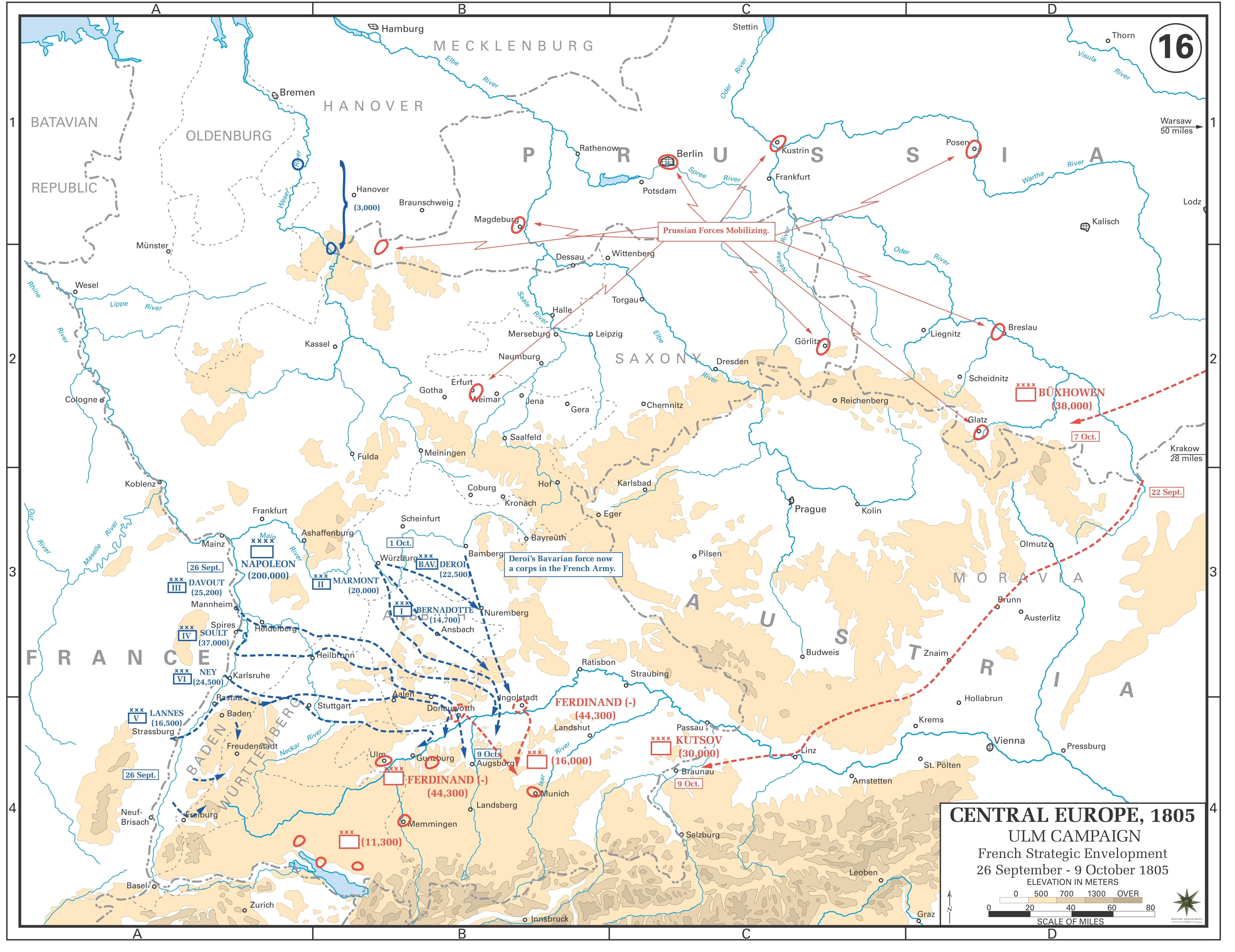
L'invasione francese di fine settembre ed inizio ottobre colse impreparati gli austriaci e danneggiò le loro linee di comunicazione

Il 22 settembre Mack decise di tenere la linea dell'Iller unita ad Ulma. Negli ultimi tre giorni di settembre i francesi iniziarono la marcia furiosa che li avrebbe portati a contatto con la retroguardia austriaca. Mack credeva che i francesi non avrebbero violato il territorio prussiano, ma quando seppe che il I corpo di Bernadotte era passato da Ansbach prese la decisione critica di restare e difendere Ulma piuttosto che ritirarsi a sud, il che avrebbe permesso di salvare il grosso del suo esercito. Napoleone non aveva informazioni precise riguardo alle intenzioni e alle manovre di Mack. Sapeva che Michael von Kienmayer era stato mandato a Ingolstadt ad est dei francesi, ma le sue spie ne esagerarono le dimensioni. Il 5 ottobre Napoleone ordinò a Ney di unirsi a Lannes, Soult e Murat per attraversare il Danubio a Donauwörth. L'accerchiamento francese, comunque, non fu abbastanza profondo da impedire la fuga di Kienmayer. I francesi non giunsero nello stesso posto, e l'arrivo di Soult e Davout a Donauwörth convinse Kienmayer a scappare. Napoleone si convinse gradualmente del fatto che gli austriaci si erano ammassati ad Ulma ed ordinò a numerosi gruppi di concentrarsi attorno a Donauwörth. Il 6 ottobre tre corpi di fanteria e cavalleria si diressero a Donauwörth per tagliare la linea di fuga di Mack.
Capendo di essere in pericolo, Mack decise di proseguire l'offensiva. L'8 ottobre guidò l'esercito attorno a Günzburg sperando di colpire le linee di comunicazione di Napoleone. Mack chiese a Kienmayer di spingere Napoleone più ad est verso Monaco di Baviera e Augusta. Napoleone considerò l'ipotesi che Mack potesse attraversare il Danubio e si spostò dalla base centrale, capendo che la conquista dei ponti di Günzburg avrebbe portato un enorme vantaggio strategico. Per raggiungere questo obiettivo Napoleone mandò Ney a Günzburg, all'oscuro del fatto che il grosso dell'esercito nemico si stava dirigendo nella stessa direzione. L'8 ottobre la campagna ebbe il suo primo scontro serio a Wertingen, tra gli uomini di Auffenburg e quelli di Murat e Lannes.

### Battaglia di Wertingen

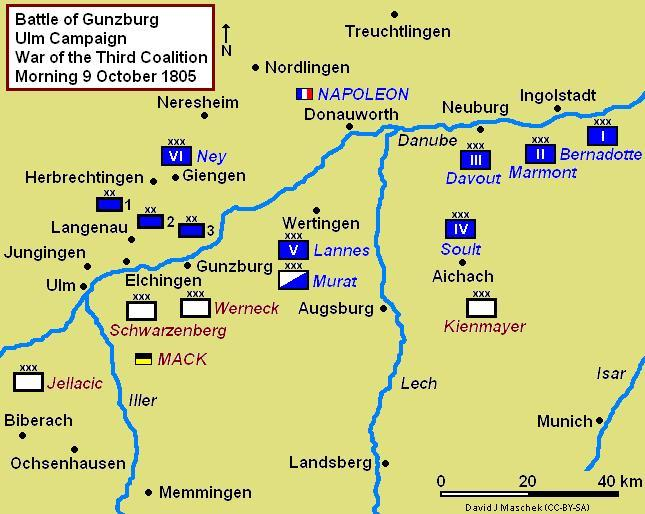
Battaglia di Günzburg, 9 ottobre 1805

Per ragioni non chiare, il 7 ottobre Mack ordinò a Franz Xavier Auffenburg di portare la propria divisione da 5000 fanti e 400 cavalieri da Günzburg a Wertingen in attesa dell'avanzata austriaca in partenza da Ulma. Insicuro su cosa fare ed avendo poca speranza di ricevere rinforzi, Auffenburg si trovò in una posizione rischiosa. I primi francesi ad arrivare furono le divisioni di cavalleria di Murat: la 1º dragoni di Klein, la 3º dragoni di Beaumont e al 1º corazzieri di Nansouty. Iniziarono l'attacco delle postazioni austriache, subito sostenuti dai granatieri di Nicolas Charles Oudinot che speravano di sfondare le difese da nordest. Auffenburg tentò una ritirata a sudovest, ma non fu abbastanza veloce. Gli austriaci persero quasi tutta la loro forza, tra i 1000 ed i 2000 uomini furono fatti prigionieri. La battaglia di Wertingen fu una facile vittoria francese.

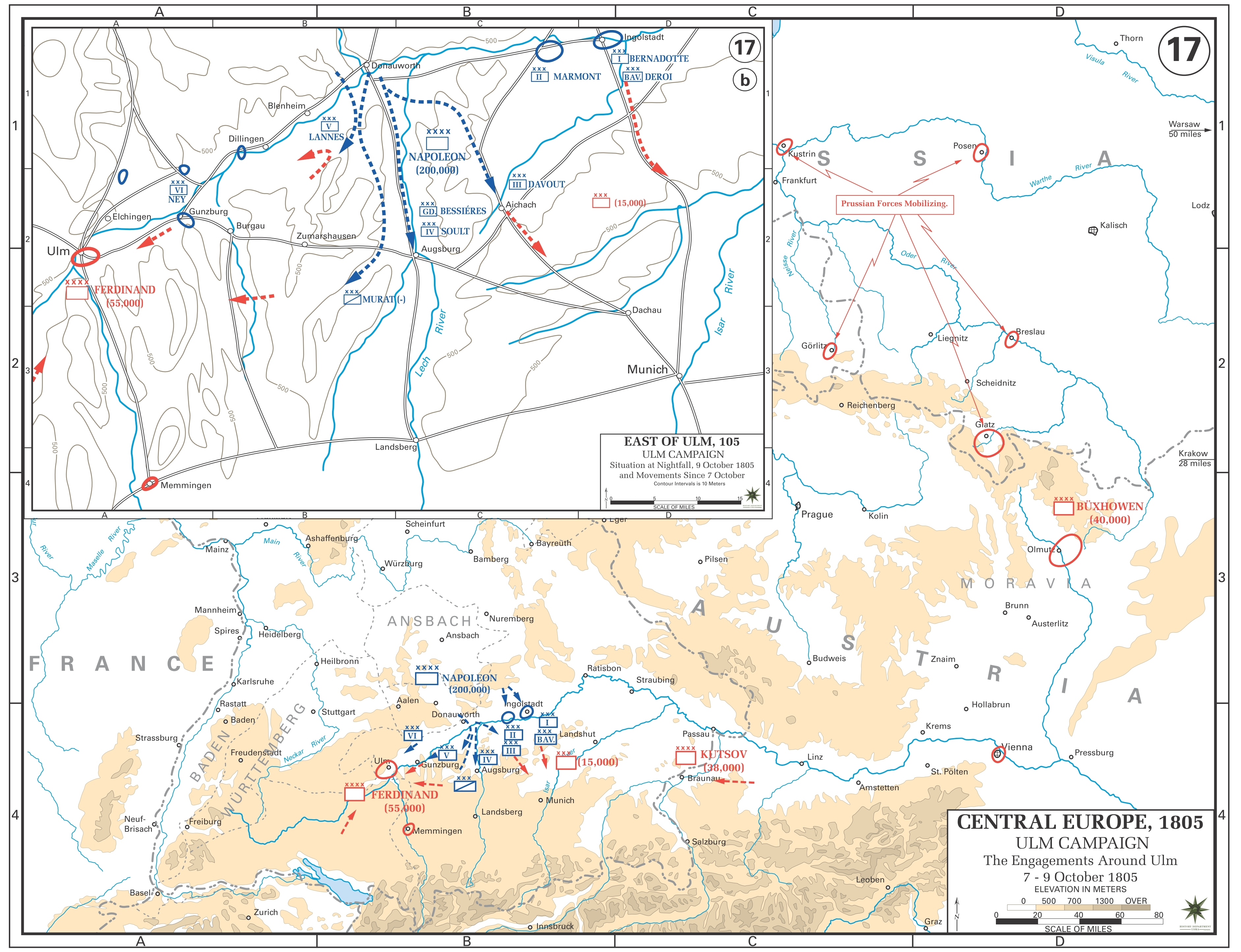
Situazione strategica tra il 7 ed il 9 ottobre. Con Mikhail Kutuzov troppo lontano per portare aiuto, gli austriaci si trovarono in una posizione precaria

Lo scontro di Wertingen convinse Mack ad operare sulla riva sinistra del Danubio piuttosto che portare la ritirata sulla riva destra. Questa mossa avrebbe richiesto l'attraversamento a Günzburg. L'8 ottobre Ney stava per eseguire l'ordine di Louis Alexandre Berthier di attaccare direttamente Ulma il giorno seguente. Ney mandò la 3ª divisione di Jean-Pierre Firmin Malher a conquistare i ponti di Günzburg sul Danubio. Nella battaglia di Günzburg una colonna di questa divisione incrociò i jaegers tirolesi e ne catturò 200, compresi il comandante Carlo d'Aspre e due cannoni. Gli austriaci notarono questi sviluppi e rinforzarono le posizioni attorno a Günzburg con tre battaglioni di fanteria e 20 cannoni. La divisione di Malher portò numerosi attacchi eroici alle postazioni austriache, ma fallirono tutti. Mack inviò Ignácz Gyulay con sette battaglioni di fanteria e 14 squadroni di cavalleria a riparare i ponti distrutti, ma questi furono caricati e spazzati dai francesi ritardatari del 59º reggimento di fanteria.
L'aspra battaglia continuò, ed alla fine i francesi riuscirono a stabilire un punto d'appoggio sulla riva destra del Danubio. Mentre stava ancora infuriando la battaglia di Günzburg, Ney mandò la 2ª divisione di Louis Henri Loison a conquistare i ponti sul Danubio a Elchingen, poco difesi dagli austriaci. Avendo perso molti dei ponti sul Danubio, Mack fece tornare il proprio esercito ad Ulma. Il 10 ottobre gli uomini di Ney avevano fatto progressi significativi: la divisione di Malher aveva attraversato il Danubio portandosi sulla riva destra, la divisione di Loison controllava Elchingen e la 1º divisione di Pierre Dupont de l'Étang si stava dirigendo ad Ulma.

### Haslach-Jungingen end Elchingen

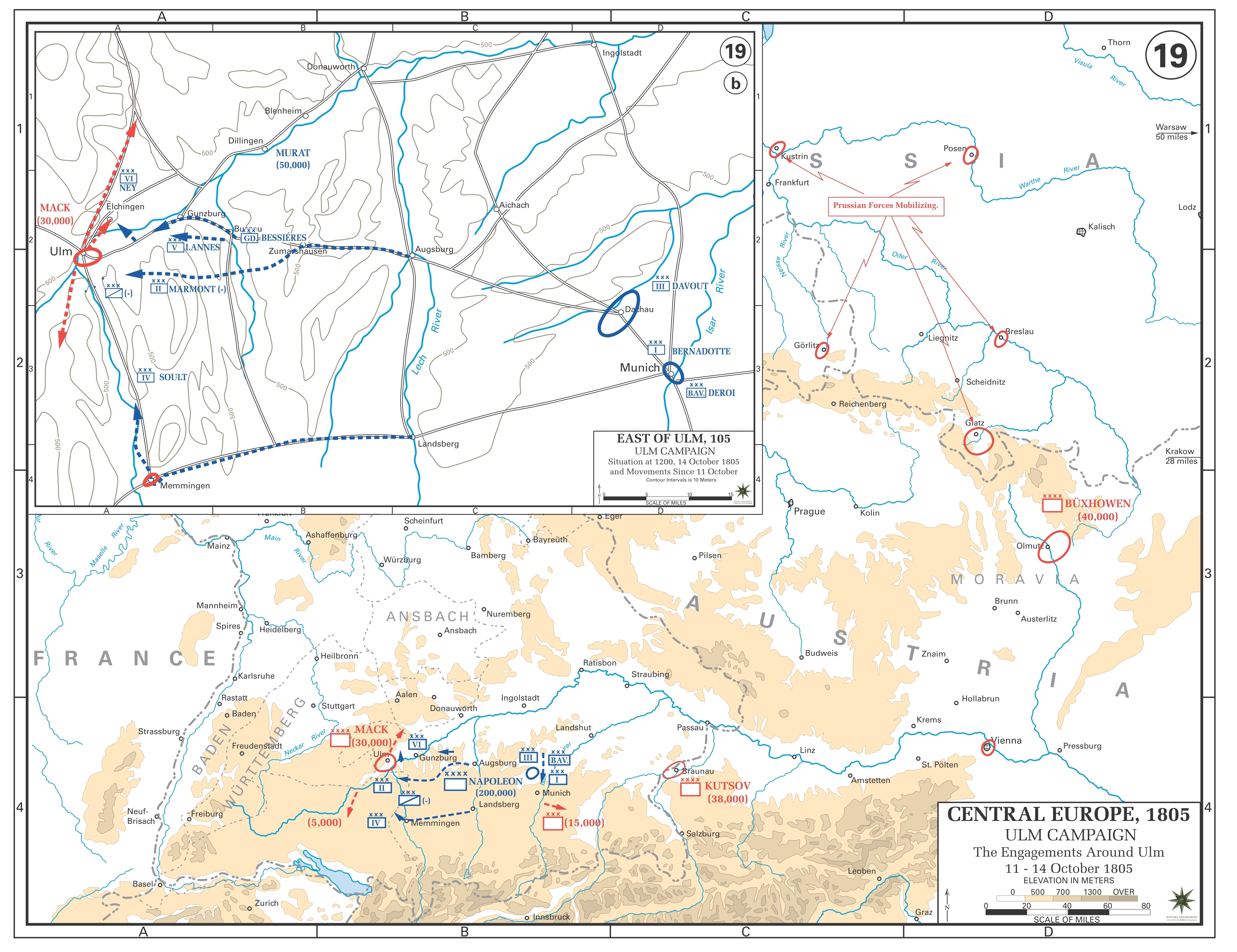
Situazione strategica dell'11-14 ottobre. I francesi si mossero verso ovest per sconfiggere l'esercito austriaco

Il demoralizzato esercito austriaco giunse ad Ulma nelle prime ore del 10 ottobre. Mack stava decidendo le mosse successive, e l'esercito rimase inattivo ad Ulma fino all'11. Nel frattempo Napoleone stava operando in base ad informazioni errate: era convinto che gli austriaci si stessero muovendo ad est o a sudest e che Ulma fosse poco difesa. Ney intuì questo equivoco e scrisse a Berthier che Ulma era difesa meglio di quanto credessero i francesi. La minaccia russa ad est iniziava a preoccupare Napoleone, tanto che a Murat fu dato il comando dell'ala destra dell'esercito, composta dai corpi di Ney e Lannes. I francesi erano divisi in due ali massicce: Ney, Lannes e Murat ad ovest che contenevano Mack, mentre Soult, Davout, Bernadotte e Auguste Marmont ad est erano incaricati di controllare ogni possibile incursione russa o austriaca.
L'11 ottobre Ney tornò ad Ulma. La 2ª e 3ª divisione stavano marciando verso la città lungo la riva destra del Danubio mentre la divisione di Dupont, sostenuta da una divisione di dragoni, marciava diretta verso la città per assediarla. Gli ordini erano senza speranza dato che Ney non sapeva che l'intero esercito austriaco si trovasse in città. Il 32º reggimento di fanteria della divisione di Dupont marciò da Haslach verso Ulma incontrando quattro reggimenti austriaci che difendevano Boefingen. Il 32º portò numerosi attacchi feroci, ma il nemico li respinse tutti. Gli austriaci invasero il campo di battaglia con altri reggimenti di cavalleria e fanteria a Ulm-Jungingen, nella speranza di sconfiggere gli uomini di Ney accerchiando Dupont. Dupont intuì cosa stava accadendo ed impedì al nemico di attaccare Jungingen, catturando almeno 1000 austriaci. Altri assalti austriaci ricacciarono questi uomini ad Haslach, che i francesi riuscirono a difendere. Alla fine Dupont fu obbligati a tornare ad Albeck, dove si unì alla divisione di dragoni di Louis Baraguey d'Hilliers.
Gli effetti della battaglia di Haslach-Jungingen sui piani napoleonici non sono del tutto chiari, ma l'imperatore potrebbe alla fine aver scoperto che il grosso dell'esercito nemico si trovava ad Ulma. Per questo Napoleone mandò Soult e Marmont verso il fiume Iller, in modo da opporre quattro corpi di fanteria ed uno di cavalleria a Mack. Davout, Bernadotte ed i bavaresi erano ancora di guardia alla zona attorno a Monaco. Napoleone non intendeva combattere sui fiumi, ed ordinò ai propri marescialli di conquistare gli importanti ponti attorno ad Ulma. Iniziò anche a spostare le proprie truppe a nord di Ulma dato che si attendeva una battaglia in quella regione piuttosto che un accerchiamento della stessa città. Questa disposizione avrebbero portato ad uno scontro ad Elchingen il 14 ottobre, dato che Ney avanzava verso Albeck. A questo punto della campagna il comando austriaco era in piena confusione. Ferdinando iniziò ad opporsi apertamente a Mack e ad ogni sua decisione, accusandolo di emanare ordini contraddittori che facevano marciare gli uomini avanti e indietro.
Il 13 ottobre Mack mandò due colonne fuori Ulma in attesa di un attacco da nord: una comandata da Johann Sigismund Riesch a protezione del ponte verso Elchingen, e l'altra comandata da Franz von Werneck a nord con l'artiglieria pesante. Ney mise fretta ai suoi uomini per ristabilire il contatto con Dupont, tuttora a nord del Danubio. Ney guidò la divisione di Loison a sud di Elchingen sulla riva destra del Danubio per iniziare l'attacco. La divisione di Malher attraversò il fiume più ad est, e si diresse ad ovest verso la posizione di Riesch. Il terreno era parzialmente allagato, e saliva fino alla città collinare di Elchingen, la quale godeva di un'ottima visuale sui dintorni. I francesi spazzarono il picchetto austriaco da un ponte, prima che un reggimento assaltasse e conquistasse l'abbazia posta in cima ad una collina. Durante la battaglia di Elchingen la cavalleria austriaca fu sconfitta, e la fanteria di Reisch fuggì verso Ulma. A Ney fu concesso il titolo di duca di Elchingen.

### Battaglia di Ulm

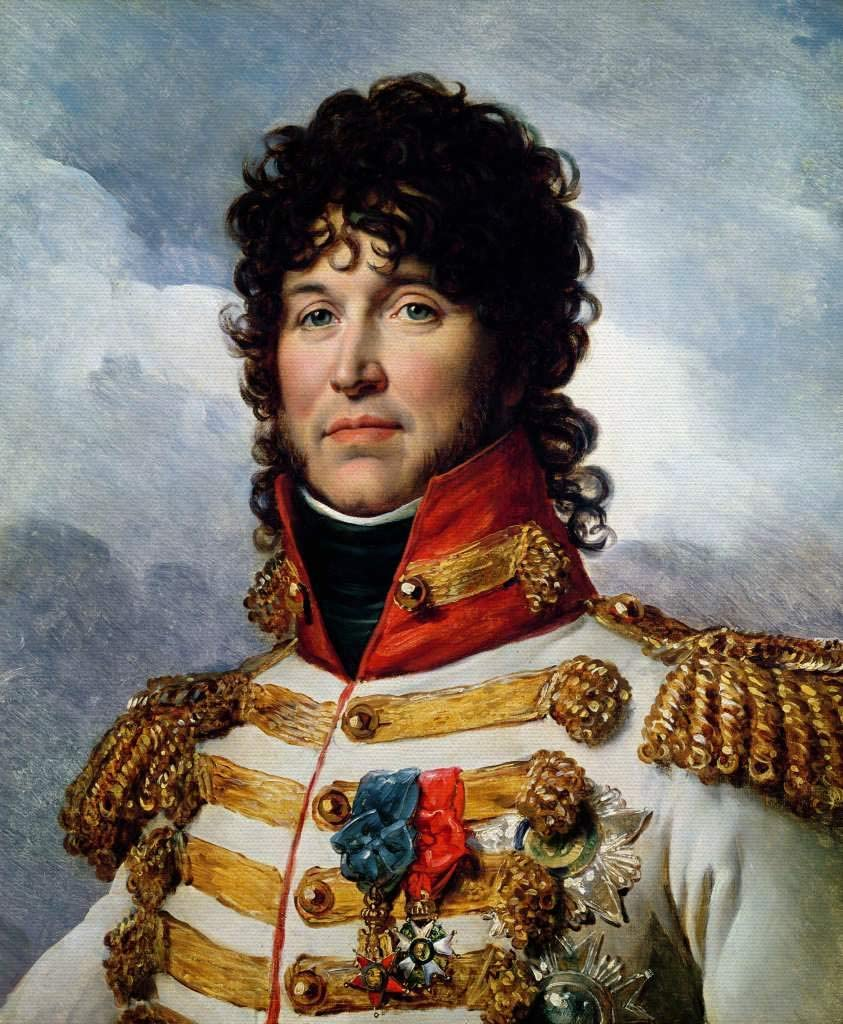
Gioacchino Murat si dimostrò fondamentale durante la campagna di Ulma

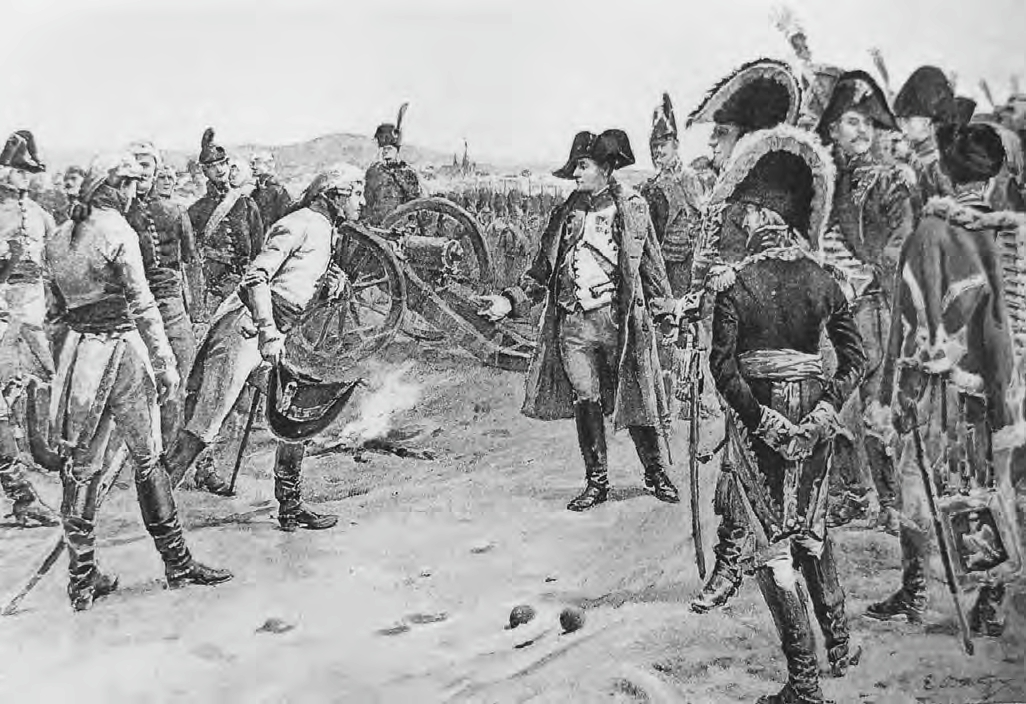
Mack si arrende a Napoleone ad Ulma, Paul Emile Boutigny

Il 13 ottobre il IV corpo di Soult attaccò Memmingen da est. Dopo un piccolo scontro che provocò 16 morti francesi, il maggior generale Karl Spangen von Uyternesse si arrese con 4600 soldati, otto cannoni e nove bandiere. Gli austriaci erano a corto di munizioni, tagliati fuori da Ulma, e completamente demoralizzati per la confusione che regnava tra i piani alti dell'esercito. Altri scontri avvennero il 14 ottobre. Murat si unì a Dupont ad Albeck giusto in tempo per respingere l'assalto austriaco di Werneck. Insieme Murat e Dupont spinsero il nemico a nord in direzione di Heidenheim. La notte del 14 due corpi francesi erano stanziati nei pressi dell'accampamento austriaco di Michelsberg, poco fuori da Ulma.
Mack era in una situazione pericolosa: non c'erano più speranze di fuga lungo la riva settentrionale, Marmont e la guardia imperiale stavano raggiungendo la periferia di Ulma a sud del fiume e Soult si stava muovendo verso nord da Memmingen per impedire la fuga austriaca a sud del Tirolo. Vi furono altri problemi nel comando austriaco quando Ferdinando ignorò i comandi di Mack ed ordinò l'evacuazione di tutta la cavalleria da Ulma, per un totale di 6000 soldati. L'inseguimento di Murat ebbe successo, tanto che soli 11 squadroni si unirono con Werneck ad Heidenheim. Murat proseguì la caccia a Werneck obbligandolo ad arrendersi con 8000 uomini a Treuchtlingen il 19 ottobre. Murat si appropriò anche dell'intero parco veicoli austriaco composto da 500 mezzi, prima di dirigersi verso Neustadt an der Donau e catturare 12000 austriaci.
I fatti di Ulma stavano giungendo ad una conclusione. Il 15 ottobre gli uomini di Ney caricarono con successo gli accampamenti di Michelsberg, ed il 16 i francesi iniziarono a bombardare la stessa Ulma. Il morale austriaco raggiunse il punto più basso e Mack iniziò a capire di aver poche speranze di salvezza. Il 17 ottobre un emissario di Napoleone, Philippe-Paul de Ségur, firmò un accordo con Mack nel quale gli austriaci si sarebbero arresi il 25 ottobre se non fosse giunto aiuto per quella data. Mack seppe gradualmente delle rese di Heidenheim e Neresheim ed accettò di arrendersi cinque giorni prima del dovuto, era il 20 ottobre. 1500 uomini della guarnigione austriaca riuscirono a fuggire, ma la maggior parte uscì dalla città il 21 ottobre deponendo le armi senza scontri. Agli ufficiali fu permesso di andarsene, dopo aver firmato un accordo nel quale si impegnavano a non combattere più finché non fossero stati scambiati. Oltre dieci generali furono inclusi nell'accordo, compresi Mack, Johann von Klenau, Maximilien de Baillet-Latour, Giovanni I Giuseppe del Liechtenstein e Ignácz Gyulay.

## Conseguenze

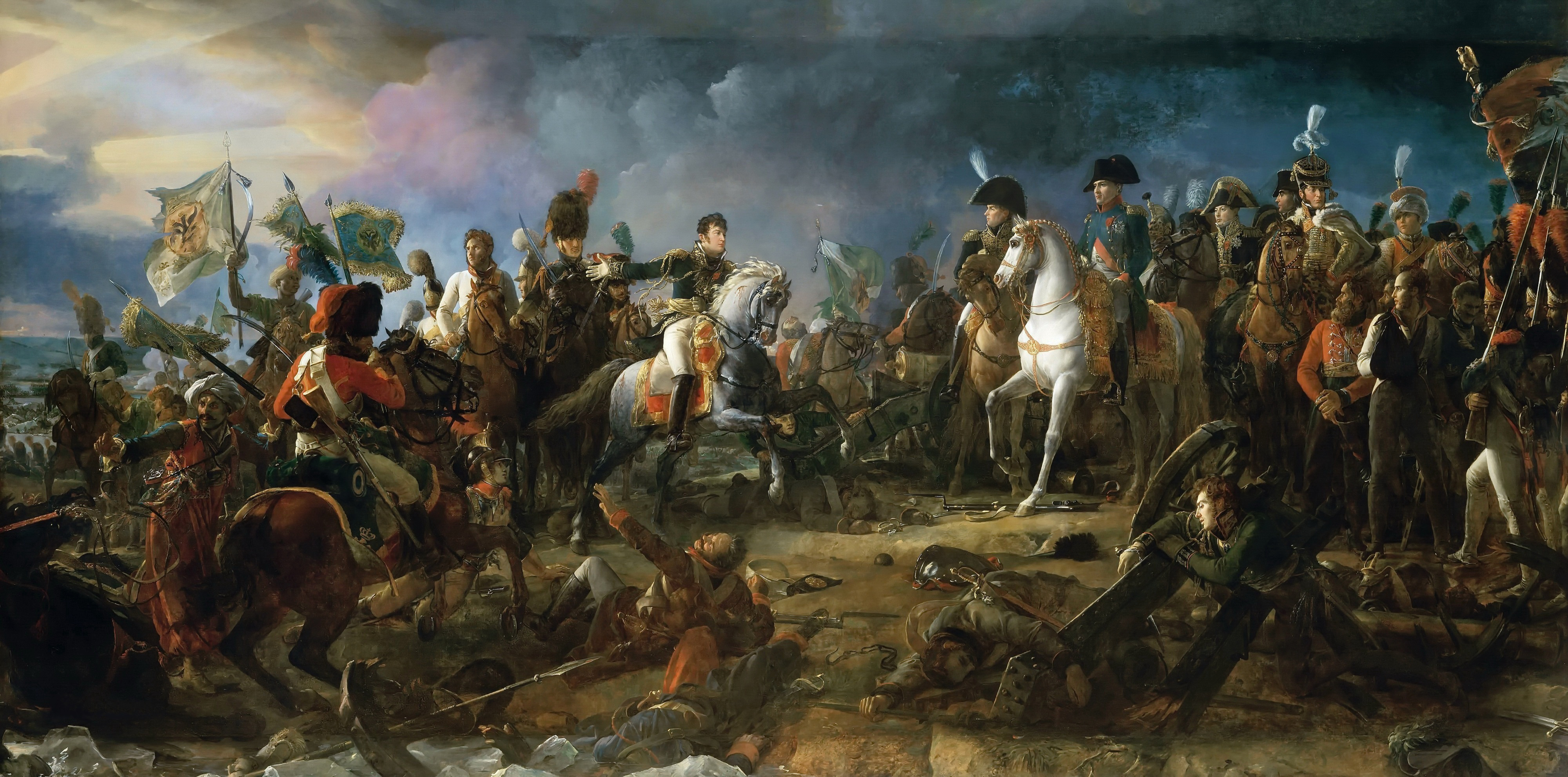
2 dicembre 1805: i francesi sconfiggono l'esercito austro-russo nella battaglia di Austerlitz. L'Austria accetta di uscire dalla guerra della terza coalizione tramite il trattato di Presburgo del 26 dicembre

Mentre gli austriaci uscivano da Ulma arrendendosi, una flotta franco-spagnola fu distrutta nella battaglia di Trafalgar. Questa importante vittoria britannica pose fine alla minaccia navale francese ed assicurò all'Inghilterra il dominio navale fino alla prima guerra mondiale. Nonostante questa sconfitta, la campagna di Ulma era stata una spettacolare vittoria conclusasi con la scomparsa di un intero esercito austriaco con poche perdite francesi. L'8º bollettino della Grande Armata descrisse così l'evento:
(Chandler p. 402)
L'arrivo di Pierre Augereau da Brest con il neonato VII corpo fu un'altra buona notizia per i francesi. Nella resa di Dornbirn del 13 novembre la divisione di Franjo Jelačić fu messa all'angolo e costretta ad arrendersi. I russi si ritirarono a nordest dopo la resa di Mack e la caduta di Vienna del 12 novembre. Gli alleati furono sconfitti nella battaglia di Austerlitz a dicembre, e l'Austria fu definitivamente buttata fuori dalla terza coalizione poche settimane dopo. La vittoria francese evidenziò l'efficacia di la manoeuvre sur les derrières, un particolare tipo di accerchiamento strategico utilizzato per la prima volta da Napoleone nella campagna italiana del 1796. La manovra richiedeva un gruppo che avrebbe occupato un largo fronte della linea nemica, mentre altri uomini si posizionavano lungo i fianchi e la retroguardia nemica. Quando l'avversario era occupato con le forze che aveva di fronte, gli altri avrebbero attaccato i punti critici garantendola vittoria. Nella campagna di Ulma la cavalleria di Murat fu quella che ingannò nemico facendogli credere che l'attacco sarebbe arrivato dalla Foresta Nera. Quando Murat ebbe accompagnato gli austriaci verso Ulma, il grosso dell'esercito francese colpì la Germania centrale dividendo l'esercito di Mack dagli altri luoghi caldi della guerra.

### Importanza

Il piano Schlieffen, con evidenziate manovre ed accerchiamenti, dovette molto alla campagna di Ulma

La campagna di Ulma è considerata uno dei migliori esempi storici di applicazione della strategia di sfilamento. Spesso gli storici analizzano la campagna su un ampio livello strategico che non include i confronti tattici, anche se questi furono rilevanti. Si crede anche che la decisiva vittoria di Ulma sia il risultato del lungo addestramento e della preparazione ricevuti dalla Grande Armata nei campi di Boulogne. La Grande Armata portò pochi carichi, invadendo il territorio nemico nel periodo della raccolta dei campi e marciando più veloce di quanto gli austriaci si aspettassero. La campagna evidenziò l'utilità del sistema a Corps d'Armée. I corpi divennero fondamentali nelle maggiori guerre del XIX e XX secolo. Un tipico corpo aveva tre divisioni di fanteria, una brigata di cavalleria leggera per le ricognizioni ed una riserva d'artiglieria oltre a quella aggregata alle divisioni. La loro maggior dimensione permise di combattere senza sostegno per molto tempo, come fece Ney, e la loro durata permise di occupare più terreno tramite la requisizione del cibo locale. I francesi avevano bisogno di un ottavo dei trasporti richiesti dagli avversari, il che li rendeva più mobii e flessibili. L'invasione della Germania meridionale operata da Marlborough o Moreau operarono su un fronte ridotto, ma la Grande Armata invase nel 1805 su un fronte di 150 km, un'azione che colse completamente di sorpresa gli austriaci obbligandoli a sottostimare la gravità della situazione.